# Magma opportunum
Magma opportunum är en tvåvingeart som beskrevs av Albuquerque 1949. Magma opportunum ingår i släktet Magma och familjen husflugor. Inga underarter finns listade i Catalogue of Life.